# Directeur d'hôtel
Un directeur d'hôtel, une directrice d'hôtel, un hôtelier, une hôtelière ou un gestionnaire d'hébergement est une personne qui gère l'exploitation d'un hôtel, d'un motel, d'un complexe ou d'un autre établissement d'hébergement. 

## Description
La gestion d'une exploitation hôtelière comprend, mais sans s'y limiter, de la gestion du personnel hôtelier, la gestion des affaires, l'entretien et les normes sanitaires des installations hôtelières, la satisfaction des clients et le service client, la gestion du marketing, la gestion des ventes, la gestion des revenus, la comptabilité financière, les achats et d'autres fonctions. Le titre de "directeur de l'hôtel" ou "hôtelier" fait souvent référence au directeur général de l'hôtel qui sert de directeur général de l'hôtel, bien que leurs fonctions et responsabilités varient en fonction de la taille, de l'objet et des attentes de la propriété de l'hôtel. Le directeur général de l'hôtel est souvent soutenu par des chefs de service subordonnés qui sont responsables des différents services et des fonctions clés de l'exploitation de l'hôtel.

## Attentes salariales
Le salaire annuel médian en 2015 des 48 400 gestionnaires d'hébergement aux États-Unis était de 49 720 $.